# 루크 데이비스
루크 데이비스(영어: Luke Davies)는 오스트레일리아의 소설가, 영화 각본가이다. 가스 데이비스 감독의 영화 《라이언》(2016)의 각본을 썼다.

## 작품 목록
- 엔젤 오브 마인 (각본)